# Coleothrix
Coleothrix är ett släkte av fjärilar. Coleothrix ingår i familjen mott.
Kladogram enligt Catalogue of Life:
| Coleothrix | \| \| Coleothrix crassitibiella \| \| \| \| \| \| Coleothrix swinhoeella \| \| \| \| |
|            | \| \| Coleothrix crassitibiella \| \| \| \| \| \| Coleothrix swinhoeella \| \| \| \| |
|            | Coleothrix crassitibiella                                                            |
|            |                                                                                      |
|            | Coleothrix swinhoeella                                                               |
|            |                                                                                      |